# アジア善隣国民運動
アジア善隣国民運動（アジアぜんりんこくみんうんどう）は、1950年代から1960年代にかけての日本で行われた、主に東南アジア諸国との関係改善運動。

## 概要
アジア善隣国民運動は、第二次世界大戦後、日本との関係が悪化した東南アジア諸国との関係改善を図るため、内山岩太郎神奈川県知事および神奈川県民有志により開始され、1956年に全国知事会で内山が運動構想を提唱すると知事会の全面協力が得られ、日比谷公会堂でアジア善隣国民運動推進大会（全国大会）が開催された。運動の全国組織である中央本部会長には、その後外務大臣となる藤山愛一郎が就任した。運動の資金源を得るため、同年2月からは全国規模で1本10円で黄色い羽根を購入する募金活動が行われたほか、記念タバコ（ショートピースの特別パッケージ）の販売も行われ、約6,000万円が集まった。資金は順次、東南アジア各国の文化財の保全活動や文化活動に充てられ、フィリピンではマニラ大聖堂の復旧に必要なセメント6万袋の寄贈に充てられたほか、ベトナムには医療団派遣、インドネシアには医療機器の寄贈、ミャンマーには大仏の寄贈、スリランカには仏典編纂のための支援などが行われた。

## 関連書籍
- アジア善隣国民運動中央本部編集『アジア善隣国民運動報告書』アジア善隣国民運動中央本部、1964年